# Бокія
Бокія (рум. Bochia) — село у повіті Арад в Румунії. Входить до складу комуни Беліу.
Село розташоване на відстані 395 км на північний захід від Бухареста, 67 км на північний схід від Арада, 124 км на захід від Клуж-Напоки, 105 км на північний схід від Тімішоари.

## Населення
За даними перепису населення 2002 року у селі проживали 87 осіб. Усі жителі села рідною мовою назвали румунську.
Національний склад населення села:
| Національність | Кількість осіб | Відсоток |
| -------------- | -------------- | -------- |
| румуни         | 82             | 94,3%    |
| цигани         | 5              | 5,7%     |